# Пістолетний набій
Пістолетний патрон — тип патрона, що використовується в пістолетах, пістолетах-кулеметах, а також у деяких револьверах. Ефективна дальність стрільби — 50-300 метрів (залежить від зброї і використовуваного патрона).
У межах колишнього СРСР найпоширеніший патрон — 9×18 мм для пістолета Макарова, в Європі — 9×19 мм Парабелум з різними типами кулі (бронебійною, трасуючою). Найменшим з коли-небудь створених патронів центрального бою є 2,7-мм патрон, створений для мініатюрного пістолета «Колібрі».